# コスモス文学の会
コスモス文学の会（コスモスぶんがくのかい）は、長崎県に存在した日本の文学同人。

## 概要
コスモス文学の会は、1981年（昭和56年）に詩と散文の全国公募の文学同人として発足した。代表は広岡航（ひろおかわたる）。年4回、全国から詩や小説をはじめ、評論、随筆など多くの種類の文学を公募し、季刊同人誌『コスモス文学』を発行していた。所在地は、始めは長崎市の金堀町にあったが、同人誌の号を重ねて2003年（平成13年）の280号から、長崎県長与町に移転した。2011年（平成23年）の390号まで続いた後、その年の30周年を機に広岡の体調などの理由で廃刊になった。

## コスモス文学賞
同人は、年1回コスモス文学賞を選出した。同人誌『コスモス文学』掲載の中から、同人の投票と選考委員の選定により、賞を決定した。受賞者には、記念品が贈呈された。ことほか、四季毎号ごとに、コスモス新人賞を選んだ。コスモス新人賞は、のちに各部門に分かれ、掌篇小説部門、短編小説部門、中編小説部門、長編小説部門、詩部門、評論部門、童話部門など、部門ごとに選ばれた。

## 運営
会は非営利団体であり、加入同人から徴収する年会費で、運営されていた。年会費を支払う代わりに、同人メンバーは自作品を同人誌「コスモス文学」に掲載でき、その同人誌を希望冊だけ配布される。売り物ではないため、書店で購入することはできなかったが、同人メンバーにより各地のマスコミ関係者などに広く配布された。
会員になるためには、コスモス新人賞に応募した作品が、コスモス文学の会に認められる必要があり、その審査を通れば、何作でも誌面に掲載することができた。